# Wayne Burns
Wayne Burns (...) è un attore canadese famoso per aver interpretato il ruolo di Lykos, il principe di Atene, nella serie televisiva Olympus.

## Biografia
Originario di Truro, Nuova Scozia, Canada, Wayne ha esordito come attore nel 2011 nel cortometraggio Smoulder.
Dopo aver recitato in alcuni altri cortometraggi, nel 2012 ha recitato nel film Blackbird. Nel 2015 venne scelto per interpretare il ruolo di Lykos nella serie televisiva Olympus.

## Filmografia

### Attore

#### Cinema
- Smoulder, regia di Karolina Szablewska - cortometraggio (2011)
- Gravity's Pull, regia di Luke Freeman - cortometraggio (2011)
- Victim, regia di Matt Macisaac - cortometraggio (2011)
- Blackbird, regia di Jason Buxton (2012)
- All the Wrong Reasons, regia di Gia Milani (2013)
- Bone Deep, regia di Jeremy Webb - cortometraggio (2014)
- 501, regia di Paul Gross - cortometraggio (2014)
- Wanted, regia di AJ Simmons - cortometraggio (2015)
- White Night, regia di vari registi (2017)
- The Gift Giver, regia di Denis Theriault - cortometraggio (2017)
- The Paper Trail, regia di Brett Sherman - cortometraggio (2017)
- Curtains: An Installation, regia di Wayne Burns - cortometraggio (2018)
- A Dinner Party, regia di Michèle Kaye - cortometraggio (2019)
- Liar, regia di Wayne Burns - cortometraggio (2020)

#### Televisione
- Mr. D – serie TV, 2 episodi (2012-2013)
- Remedy – serie TV, 1 episodio (2015)
- Olympus – serie TV, 11 episodi (2015)
- I misteri di Murdoch (Murdoch Mysteries) – serie TV, episodio 9x08 (2015)
- So That Happened – serie TV, 3 episodi (2017)
- Slo Pitch – serie TV, 3 episodi (2020)
- Avocado Toast the series – serie TV, 1 episodio (2020)

### Produttore
- Youth, regia di Wayne Burns - cortometraggio (2015)
- Project: CNY, regia di Sean Kung - cortometraggio (2016)
- The Gift Giver, regia di Denis Theriault - cortometraggio (2017)
- Cheese, regia di Alexander De Jordy - cortometraggio (2018)
- Prey, regia di Vivien Endicott Douglas - cortometraggio (2018)
- Curtains: An Installation, regia di Wayne Burns - cortometraggio (2018)
- Liar, regia di Wayne Burns - cortometraggio (2020)
- Body So Fluorescent, regia di David di Giovanni - cortometraggio (2020)
- A Revolution of Love, regia di Lucius Dechausay e Weyni Mengesha - cortometraggio (2020)
- Tessel, regia di Esie Mensah - cortometraggio (2021)

### Sceneggiatore
- Youth, regia di Wayne Burns - cortometraggio (2015)
- Wanted, regia di AJ Simmons - cortometraggio (2015)
- Curtains: An Installation, regia di Wayne Burns - cortometraggio (2018)
- Liar, regia di Wayne Burns - cortometraggio (2020)

### Regista
- Youth, regia di Wayne Burns - cortometraggio (2015)
- Curtains: An Installation, regia di Wayne Burns - cortometraggio (2018)
- Liar, regia di Wayne Burns - cortometraggio (2020)

### Montatore
- Youth, regia di Wayne Burns - cortometraggio (2015)
- Curtains: An Installation, regia di Wayne Burns - cortometraggio (2018)

### Direttore della fotografia
- Youth, regia di Wayne Burns - cortometraggio (2015)

## Riconoscimenti
- 2011 – Theatre Nova Scotia Award
- 2012 – Theatre Nova Scotia Award

- 2012 – Atlantic Film Festival
  - Miglior cortometraggio drammatico per Gravity's Pull (con Bernie Matthew, Nicki Davis e Brittney Jean Blake)

- 2013 – ACTRA Awards
  - Nomination Outstanding Performance in a Short – Male per Bone Deep